# The Magician (1926)
The Magician is een Amerikaanse horrorfilm uit 1926 onder regie van Rex Ingram. Het scenario is gebaseerd op de gelijknamige roman uit 1908 van de Britse auteur William Somerset Maugham. Destijds werd de film in Nederland uitgebracht onder de titel De magiër.

## Verhaal
In het Quartier Latin in Parijs raakt de kunstenares Margaret Dauncey gewond bij het beeldhouwen. Ze wordt behandeld door dokter Arthur Burdon, die zijn oog op haar laat vallen. De duivelse alchemist Olivier Haddo gelooft dat hij nieuw leven kan scheppen met maagdenbloed. Hij hypnotiseert Margaret en wil haar gebruiken voor een gruwelijk experiment.

## Rolverdeling
| Acteur             | Personage          |
| ------------------ | ------------------ |
| Alice Terry        | Margaret Dauncey   |
| Paul Wegener       | Olivier Haddo      |
| Firmin Gémier      | Dr. Porhoët        |
| Iván Petrovich     | Dr. Arthur Burdon  |
| Gladys Hamer       | Susie Boyd         |
| Henry Wilson       | Bediende van Haddo |
| Hubert I. Stowitts | Dansende faun      |